# Canton de Lannemezan
Le canton de Lannemezan est un ancien canton français situé dans le département du Hautes-Pyrénées.

## Composition
Le canton était composé des 26 communes suivantes :
- Artiguemy
- Benqué
- Bonnemazon
- Bourg-de-Bigorre
- Campistrous
- Capvern
- Castillon
- Chelle-Spou
- Clarens
- Esconnets
- Escots
- Espieilh
- Fréchendets
- Gourgue
- Lagrange
- Lannemezan (chef-lieu)
- Lutilhous
- Mauvezin
- Molère
- Péré
- Pinas
- Réjaumont
- Sarlabous
- Tajan
- Tilhouse
- Uglas

Un nouveau découpage territorial des Hautes-Pyrénées entre en vigueur à l'occasion des élections départementales de 2015. Il est défini par le décret du 25 février 20141, en application des lois du 17 mai 2013 (loi organique 2013-402 et loi 2013-403)2. Les conseillers départementaux sont, à compter de ces élections, élus au scrutin majoritaire binominal mixte. Les électeurs de chaque canton élisent au Conseil départemental, nouvelle appellation du Conseil général, deux membres de sexe différent, qui se présentent en binôme de candidats. Les conseillers départementaux sont élus pour 6 ans au scrutin binominal majoritaire à deux tours, l'accès au second tour nécessitant 12,5 % des inscrits au 1er tour. En outre la totalité des conseillers départementaux est renouvelée. Ce nouveau mode de scrutin nécessite un redécoupage des cantons dont le nombre est divisé par deux avec arrondi à l'unité impaire supérieure si ce nombre n'est pas entier impair, assorti de conditions de seuils minimaux. Dans les Hautes-Pyrénées, le nombre de cantons passe ainsi de 34 à 17.
Le canton de la Vallée de la Barousse (ainsi nouvellement nommé) est formé de communes des anciens cantons de Saint-Laurent-de-Neste (18 communes), de Mauléon-Barousse (25 communes), de Castelnau-Magnoac (1 commune) et de Lannemezan (8 communes). Avec ce redécoupage administratif, le territoire du canton s'affranchit des limites d'arrondissements, avec 51 communes incluses dans l'arrondissement de Bagnères-de-Bigorre et une dans celui de Tarbes. Le bureau centralisateur est situé à Lannemezan.

## Administration

### Conseillers d'arrondissement (de 1833 à 1940)
| Période                                  | Période | Identité                    | Étiquette   | Qualité |
| ---------------------------------------- | ------- | --------------------------- | ----------- | --- |
| 1833                                     | 1838    | Alexandre Clarens           |             | Notaire, propriétaire à Campistrous                                                                         |
| 1839                                     | 1848    | Jean Pierre Couget          |             | Notaire, maire de Clarens                                                                                   |
|                                          |         |                             |             | |
| 1874                                     | 1880    | M. Couget                   | Droite      | |
| 1880                                     |         | Alphonse Couget (1854-1925) | Républicain | Maire de Lannemezan (1884-1891)                                                                             |
|                                          |         |                             |             | |
| 1922                                     | 1940    | Marcelin Maumus             | Rad.ind.    | Administrateur de la succursale de la Caisse d'Epargne à Lannemezan                                         |
| 1940                                     |         |                             |             | Les conseils d'arrondissement ont été suspendus par la loi du 12 octobre 1940 et n'ont jamais été réactivés |
| Les données manquantes sont à compléter. |         |                             |             | |

### Conseillers généraux de 1833 à 2015
| Période      | Période          | Identité | Étiquette                                       | Qualité |
| ------------ | ---------------- | --- | ----------------------------------------------- | --- |
| 1833         | 1838 (décès)     | Hector Peyriga | Monarchiste                                     | Propriétaire et juge de paix à Bourg-de-Bigorre Inspecteur de l'établissement thermal de Capvern                                                 |
| 1838         | 1846 (démission) | Alexandre Clarens | Monarchiste                                     | Propriétaire et juge de paix à Campistrous, conseiller d'arrondissement                                                                          |
| 1846         | 1848             | Agénor de Gramont (Agénor, Duc de Guiche puis de Gramont Prince de Bidache Comte d'Aure Comte de Louvigny Baron d'Andoins) | Monarchiste                                     | Propriétaire à Asté, rentier à Paris, diplomate                                                                                                  |
| 1848         | 1864 (décès)     | Alexandre Clarens | Monarchiste                                     | Propriétaire et juge de paix à Lannemezan |
| 1864         | 1870             | Jean-Baptiste Couget | Bonapartiste                                    | Avocat, notaire, juge de paix, adjoint au maire de Bagnères-de-Bigorre                                                                           |
| 1870         | 1871             | Georges, Comte de Roquette-Buisson (1841-1922)                                                                             | Bonapartiste                                    | Conseiller de préfecture |
| 1871         | 1883             | Louis Cazalas | Bonapartiste puis Légitimiste puis Conservateur | Chirurgien Sénateur (1876-1882) |
| 1883         | 1887 (démission) | Edouard Despaux | Républicain                                     | Entrepreneur de fournitures militaires Conseiller municipal de Tarbes                                                                            |
| 1887         | 1889             | Georges Dazet | Républicain                                     | Avocat à Tarbes Conseiller municipal de Tarbes                                                                                                   |
| 1889         | 1895             | Dominique Semmartin | Royaliste (rallié à la République)              | Agriculteur à Antist |
| 1895         | 1916 (décès)     | Edouard Despaux | Rad.                                            | Entrepreneur de fournitures militaires |
| 1919         | 1924 (démission) | Baron Maurice de Rothschild                                                                                                | RG                                              | Propriétaire-éleveur de chevaux Député des Hautes-Pyrénées (1919-1924) Député des Hautes-Alpes (1924-1930) Sénateur des Hautes-Alpes (1929-1945) |
| 1924         | 1925             | Bernard Gualbert Rey-Cadéac                                                                                                | Rad.                                            | Médecin à Lannemezan Conseiller municipal d'Izaux puis de Lannemezan                                                                             |
| 1925         | 1940             | Paul Baratgin | Rad.                                            | Médecin Maire de Lannemezan |
|              |                  | |                                                 | |
| 1945         | 1966 (décès)     | Paul Baratgin | Rad.                                            | Maire de Lannemezan Sénateur (1946-1966) Président du Conseil Général (1945-1966)                                                                |
| 19 mars 1967 | 2001             | Pierre Bleuler | CD puis CDP puis UDF-CDS                        | Médecin Maire de Lannemezan de 1977 à 2001 Député de 1986 à 1988                                                                                 |
| 2001         | 2015             | Henri Forgues | PS                                              | Directeur de lycée agricole Maire de Molère |

sources : Les conseillers généraux des Hautes-Pyrénées 1800-2007, dictionnaire biographique, Archives départementales de Tarbes